# Дудниково (Ореховский район)
Дудниково (укр. Дудникове) — село,
Новоивановский сельский совет,
Ореховский район,
Запорожская область,
Украина.
Код КОАТУУ — 2323985003. Население по переписи 2001 года составляло 26 человек.

## Географическое положение
Село Дудниково находится на расстоянии в 2,5 км от села Дружное и в 3-х км от села Райское (Вольнянский район).
По селу протекает пересыхающий ручей с запрудой.